# Group Therapy
| Оценки критиков | Оценки критиков |
| Источник        | Оценка          |
| --------------- | --------------- |
| Allmusic        | [ 1 ]           |
| About.com       | [ 2 ]           |

Group Therapy — второй студийный альбом британской трансовой группы Above & Beyond. Релиз состоялся 6 июня 2011 года на лейбле Anjunabeats. В этом альбоме группа пригласила участвовать вокалистку Зое Йонстон и Ричарда Бедфорда.

## Список композиций
- Написаны, сведены, исполнены и спродюсированы Джонатаном Грантом, Тони МакГиннессом и Пааво Сильямяки.

| №   | Название                                                       | Автор(ы)                                                      | Длительность |
| --- | -------------------------------------------------------------- | ------------------------------------------------------------- | ------------ |
| 1.  | «Filmic»                                                       | Джонатан Грант, Тони МакГиннесс, Пааво Сильямяки              | 3:49         |
| 2.  | «Alchemy» ((при участии Зое Йонстон))                          | Грант, МакГиннесс, Сильямяки, Зое Йонстон                     | 5:17         |
| 3.  | «Sun & Moon» ((при участии Ричарда Бедфорда))                  | Грант, МакГиннесс, Сильямяки, Justine Suissa, Sorcha Shepherd | 5:25         |
| 4.  | «You Got to Go» ((при участии Зое Йонстон))                    | Грант, МакГиннесс, Сильямяки, Зое Йонстон                     | 5:34         |
| 5.  | «Black Room Boy» ((вокал Тони МакГиннесса и Ричарда Бедфорда)) | Грант, МакГиннесс, Сильямяки, Ричард Бедфорд                  | 6:10         |
| 6.  | «Giving It Out» ((при участии Зое Йонстон))                    | Грант, МакГиннесс, Сильямяки, Йонстон                         | 3:53         |
| 7.  | «On My Way to Heaven» (при участии Ричарда Бедфорда)           | Грант, МакГиннесс, Сильямяки                                  | 5:58         |
| 8.  | «Prelude»                                                      | Грант, МакГиннесс, Сильямяки                                  | 5:44         |
| 9.  | «Sun in Your Eyes»                                             | Грант, МакГиннесс, Сильямяки                                  | 4:50         |
| 10. | «Love Is Not Enough» ((при участии Зое Йонстон))               | Грант, МакГиннесс, Сильямяки, Байер                           | 6:33         |
| 11. | «Every Little Beat» ((при участии Ричарда Бедфорда))           | Грант, МакГиннесс, Сильямяки, Бедфорд                         | 6:00         |
| 12. | «Sweetest Heart» ((при участии Зое Йонстон))                   | Грант, МакГиннесс, Сильямяки, Йонстон                         | 3:36         |
| 13. | «Thing Called Love» ((при участии Ричарда Бедфорда))           | Grant, McGuinness, Siljamäki                                  | 5:29         |
| 14. | «Only a Few Things» ((при участии Зое Йонстон))                | Грант, МакГиннесс, Сильямяки, Йонстон                         | 5:02         |
| 15. | «Eternal»                                                      | Грант, МакГиннесс, Сильямяки                                  | 2:53         |

| №   | Название                                                    | Длительность |
| --- | ----------------------------------------------------------- | ------------ |
| 16. | «Sun & Moon» ((при участии Ричарда Бедфорда (Beirut Demo))) | 7:24         |

| №   | Название         | Длительность |
| --- | ---------------- | ------------ |
| 16. | «With Your Hope» | 4:30         |

(*) denotes additional production
Ограниченное коллекционное издание
Подписано участниками группы, и содержит:
- 40-страничную книгу с рукописными текстами и изображениями.
- Альбом Group Therapy.
- Бонусный диск с телевизионным контентом Above & Beyond, музыкальными видео "Sun & Moon" и "Thing Called Love", а также 30-минутное интервью с участниками группы.

## Чарты
| Чарт (2011)     | Наивысшее место |
| --------------- | --------------- |
| Австралия       | 56              |
| UK Albums Chart | 49              |

## История релиза
| Страна         | Дата              | Формат                   | Лейбл             |
| -------------- | ----------------- | ------------------------ | ----------------- |
| Великобритания | 6 июня 2011 года  | CD, Цифровая дистрибуция | Anjunabeats       |
| Тайвань        | 6 июня 2011 года  | CD                       | High Note Records |
| США            | 7 июня 2011 года  | CD, цифровая дистрибуция | Ultra Records     |
| Австралия      | 10 июня 2011 года | CD                       | Central Station   |
| Нидерланды     | 10 июня 2011 года | CD                       | Ministry of Sound |